# Мельников, Николай Александрович (учёный)
Николай Александрович Мельников (1910—1973) — специалист в области электрических сетей и систем, доктор технических наук, профессор кафедры «Электрических систем» МЭИ. Участник Великой Отечественной войны.

## Биография
Николай Александрович Мельников родился 28 февраля 1910 года. В 1927 году окончил специализированную в области электротехнике школу, потом учился в электротехникуме. Продолжив учёбу, в 1935 году экстерном защитил диплом инженера в Московском энергетическом институте. Был принят в аспирантуру МЭИ.
С 1936 года учился в аспирантуре и работал в МЭИ. После защиты кандидатской диссертации получил звание кандидата технических наук, утвержден в звании доцента кафедры «Электрические сети и системы» Московского энергетического института.
В годы Великой Отечественной войны Николай Александрович служил в Советской Армии, принимал участие в сражениях Западного, Донского и Сталинградского фронтов. В 1944 году вступил в ряды КПСС. После демобилизации вновь стал работать в МЭИ. В 1947 году в Москве был организован Всесоюзный заочный энергетический институт (ВЗЭИ), этот институт Николай Александрович и был переведен на работу заведующим кафедрой «Электрические сети и системы», одновременно был деканом электромеханического факультета. С 1954 года Н. А. Мельников также работал в Центральной научно-исследовательской электролаборатории МЭС, позднее преобразованной во ВНИИЭ. В 1963 году Мельников Н. А. получил учёное звание профессора.
В 1964 году Николай Александрович Мельников защитил докторскую диссертацию, связанную с анализом режимов работы электрических сетей и систем. В 1965 году его опять перевели на работу на кафедру «Электрических систем» в МЭИ.

## Научная деятельность
Область научных интересов: оптимизация качества электрической энергии и компенсация реактивной мощности, методы анализа рабочих режимов сложных электрических сетей. При участии профессора выпущена серия книг по регулированию напряжения в электрических сетях, в СССР был разработан ГОСТ по качеству электрической энергии.
Николай Александрович Мельников является автором ряда научных работ, включая монографий по расчетам режимов работы сетей электрических систем, мотодам анализа электрических цепей, по теоретическим основам электротехники. Под его руководством в МЭИ было защищено несколько кандидатских диссертаций.
И. А. Мельников в разное время был членом научно-методического совета по электроэнергетике, ученых советов МЭИ, ВЗПИ ВНИИЭ, комитетов СЭВ, редколлегии ВИНИТИ, занимался разработкой Государственных стандартов и др.

### Труды
- "Проектирование электрической части линий 330 и 500 квт.
- «Расчеты режимов работы сетей электрических систем»[1]
- «Матричный метод анализа электрических цепей»
- «Теоретические основы электротехники», ч. I (под редакцией П. А. Ионкина)
- «Электрические сети и системы»

## Награды и звания
- Орден «Знак Почёта»